# Michael Joithe
Michael Joithe (* 7. November 1973 in Letmathe) ist ein deutscher Unternehmer und Lokalpolitiker. Seit dem 1. November 2020 ist er hauptamtlicher Bürgermeister der Stadt Iserlohn im Märkischen Kreis, Nordrhein-Westfalen. Er ist verheiratet und Vater einer Tochter.

## Leben
Nach dem Abitur 1993 am Gymnasium Hohenlimburg schloss Joithe 1996 eine Ausbildung zum Bankkaufmann bei der Sparkasse Hagen ab. 1996/1997 leistete er Grundwehrdienst. Sein Studium der Wirtschaftswissenschaften von 1998 bis 2002 absolvierte er mit dem Abschluss als Diplom-Betriebswirt (FH)  an der Fachhochschule Dortmund. Seit 1993 ist er Inhaber der Media Agentur Joithe, seit 1994 auch Gesellschafter-Geschäftsführer der Industriereifen Mirgeler GmbH. Nach seiner Wahl zum Bürgermeister hat er die Geschäftsführung der Industriereifen Mirgeler GmbH niedergelegt. Von 2006 bis 2015 war er in der Geschäftsleitung des Schweizer Unternehmens H. Süess + Co. AG in Birmenstorf, einem Zubehörhändler für Flurförderzeuge, tätig. 
Stark geprägt wurde Joithe durch seine langjährige ehrenamtliche Tätigkeit bei den Wirtschaftsjunioren Deutschland (KJU Iserlohn). Dort war er in den Jahren 2009 und 2010 Kreisvorsitzender des KJU Iserlohn und im Jahr 2014 Landesvorsitzender der Wirtschaftsjunioren NRW und damit zeitgleich Bundesvorstandsmitglied. Für sein außerordentliches Engagement wurde Joithe von den Wirtschaftsjunioren Deutschland 2010 mit der höchsten nationalen Auszeichnung, der goldenen Juniorennadel, geehrt. 2015 wurde Joithe mit der Ernennung zum Senator die höchste internationale Auszeichnung des Weltverbands JCI - Junior Chamber International verliehen.

## Politik
Michael Joithe war zweiter Vorsitzender der 2018 gegründeten Wählergemeinschaft DieISERLOHNER und wurde in der Stichwahl am 27. September 2020 zum Bürgermeister der Stadt Iserlohn gewählt mit einem knappen Vorsprung von 95 Stimmen gegenüber der Mitbewerberin Eva Kirchhoff (CDU). Die Wahlbeteiligung bei dieser Stichwahl lag bei 33,49 Prozent. Im Sinne einer Überparteilichkeit hat Joithe seine Ämter in der Wählergemeinschaft niedergelegt.